# Oxymacaria frontaria
Oxymacaria frontaria är en fjärilsart som beskrevs av Walker 1862. Oxymacaria frontaria ingår i släktet Oxymacaria och familjen mätare. Inga underarter finns listade i Catalogue of Life.